# Belondira apitica
Belondira apitica är en rundmaskart. Belondira apitica ingår i släktet Belondira och familjen Belondiridae. Inga underarter finns listade i Catalogue of Life.